# Subwoofer

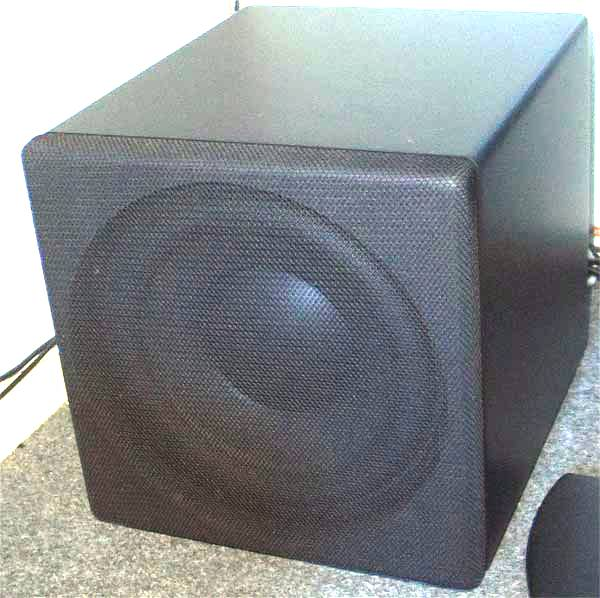
Ett exempel på en subwoofer.

En subwoofer, på svenska: 'sub-bashögtalare', är en högtalare som har till uppgift att återge de allra lägsta frekvenserna i basregistret.
Vid ett 2.1, 5.1 eller 7.1 högtalarsystem betyder 1:an att det finns en subwoofer. Subwoofern brukar oftast återge ljud i frekvenser mellan 20 och 150 Hz. De allra lägsta frekvenserna kan vara svåra för örat att uppfatta, istället kan man "känna" ljudet i kroppen och andra föremål i närheten i form av vibrationer. En subwooferlåda kan vara aktiv eller passiv. Den aktiva drivs av en inbyggd förstärkare och behöver inte effekt från någon annan förstärkare.
Ett välkänt användningsområde för en subwoofer är i hemmabion och på biografer, där den hjälper till att ge effektfullt basljud i ljudeffekter.
Baselementen brukar ha en diameter mellan 5 och 21 tum. 
En subwoofers kabinett kan konstrueras på olika sätt. Det finns olika konstruktioner på subwoofers som slutna, portade och med passiva radiatorer. Det finns även subwoofers som är anpassade för att fällas in i väggar. En amerikansk tillverkare, SVS har modeller med sluten konstruktion samt portad konstruktion där elementen och slutstegen är likadana. Detta ger för deras produkter en skillnad där basportade lådan ger mer kraft vid lägre frekvens än vad den slutna gör.  